# مديرية صوير

تعديل مصدري - تعديل

مديرية صوير إحدى مديريات محافظة عمران في اليمن. بلغ عدد سكانها 20854 نسمة عام 2004. تضم خمس عزل، مركزها مدينة صوير.

موقع مديرية صوير في محافظة عمران